# Tom and Jerry (serie di cortometraggi anni 1920)
Tom and Jerry è una breve serie di cortometraggi d'animazione in stop motion con live action degli anni venti creata da JL Roop.

## Storia
È una serie muta in stop motion con live action, con protagonista un contadino di colore (Tom) e il suo mulo (Jerry). Si tratta di una serie antecedente alle omonime Tom and Jerry di Van Beuren che alle più famose serie Tom & Jerry ideate da Hanna & Barbera.
La serie (di almeno dodici episodi conosciuti) era considerata interamente perduta fino al 2010, anno in cui sono stati ritrovati due cortometraggi, anche se altre fonti indicano Gasoline Trails come unico cortometraggio ritrovato della serie.

## Episodi
I due episodi ritrovati sono Gasoline Trail e Tom's First Fliver
Anche se potrebbero esserne esistiti altri, di cui si è persa la memoria, in tutto vengono accreditati 12 episodi, che vengono di seguito elencati con il relativo sceneggiatore:
- The Incomparable Aerial Comedians in Fly-Time di H. C. Matthews
- The Amiable Comedians in Throbs and Thrills (A Snappy Railroad Comedy Drama) di H. C. Matthews
- Gasoline Trail di Bumps Adams
- Tom's First Fliver di Bumps Adams
- Tom Turns Sleuth di Doris E. Kemper
- Tom Turns Farmer di Doris E. Kemper
- Tom's Charm di Marshall Roop
- Moonshine Frolic di Glen Lambert
- Tom Turns Hero di Doris E. Kemper
- The Jungle of Prehistoric Animals di G. E. Baily Ph. D.
- The Hypnotist
- Tom Goes on Vacation